# Cassionympha cassius
Cassionympha cassius är en fjärilsart som beskrevs av Jean Baptiste Godart 1823. Cassionympha cassius ingår i släktet Cassionympha och familjen praktfjärilar. Inga underarter finns listade i Catalogue of Life.